# Johann Bernhard Wittkamp

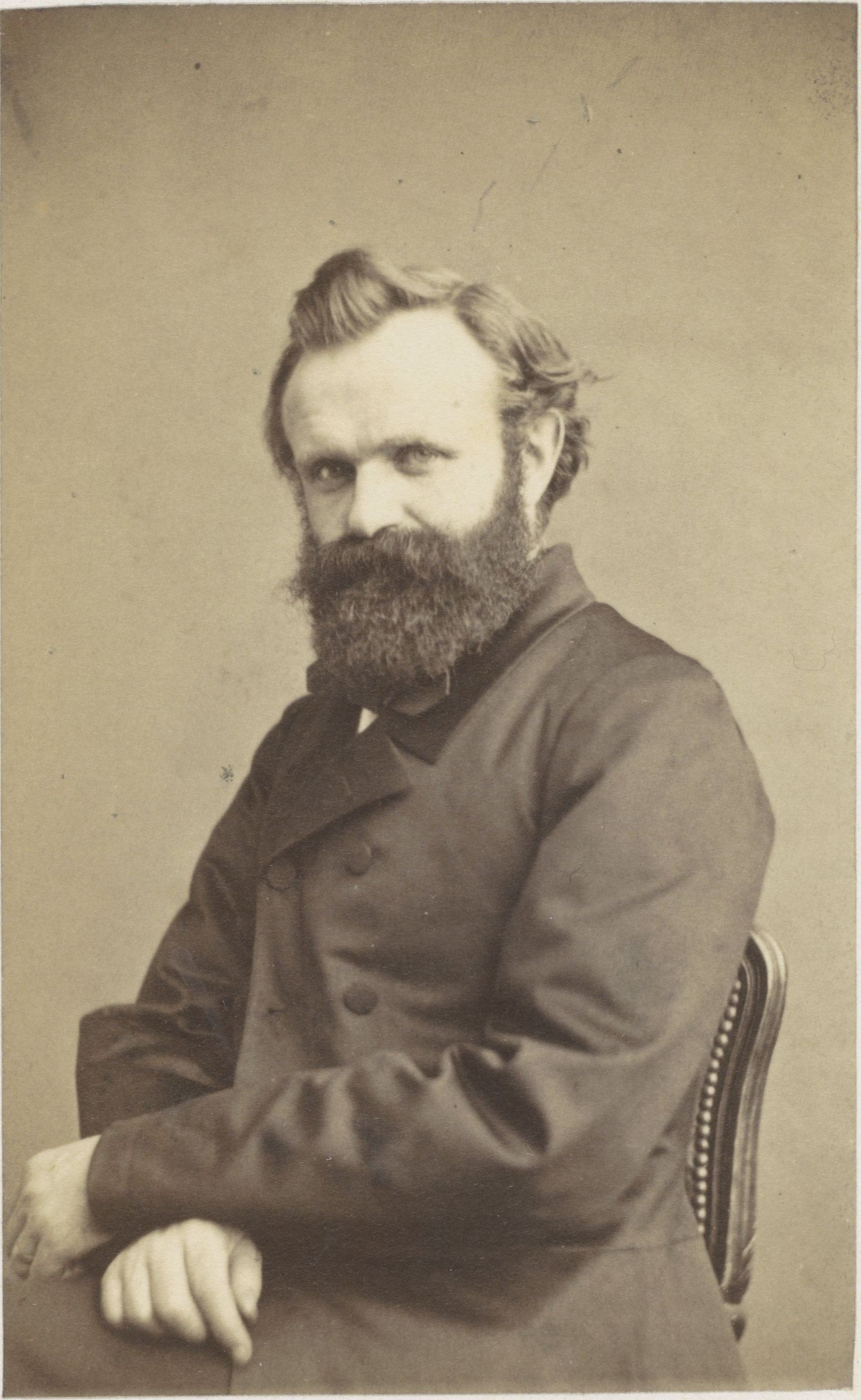
Johann Bernhard Wittkamp

Johann Bernhard Wittkamp, född den 20 september 1820 i Riesenbeck i Westfalen, död den 15 juni 1885 i Antwerpen, var en belgisk målare.
Wittkamp kom 1830 till Delft, där han först fick undervisning, och 1836 till Rotterdam, varefter han 1840 studerade i Antwerpen under Nicaise de Keyser och 1853 gjorde en studieresa i Frankrike, Italien, Schweiz och Tyskland. Hans kompositioner sägs utmärkas av känsla och god karakteristik, men däremot vara mindre lyckade i färg. Bland dem märks hans första tavla, Holländarnas övervintring på Novaja Zemlja 1596, för vilken han fick guldmedalj 1845, Fångvaktaren (1850, i Gents museum), Hugo Grotius i Rostock (1851), Holländarnas återkomst från Novaja Zemlja (1854), Kung Lear, Romeo och Julia samt Parisina (efter Byron).

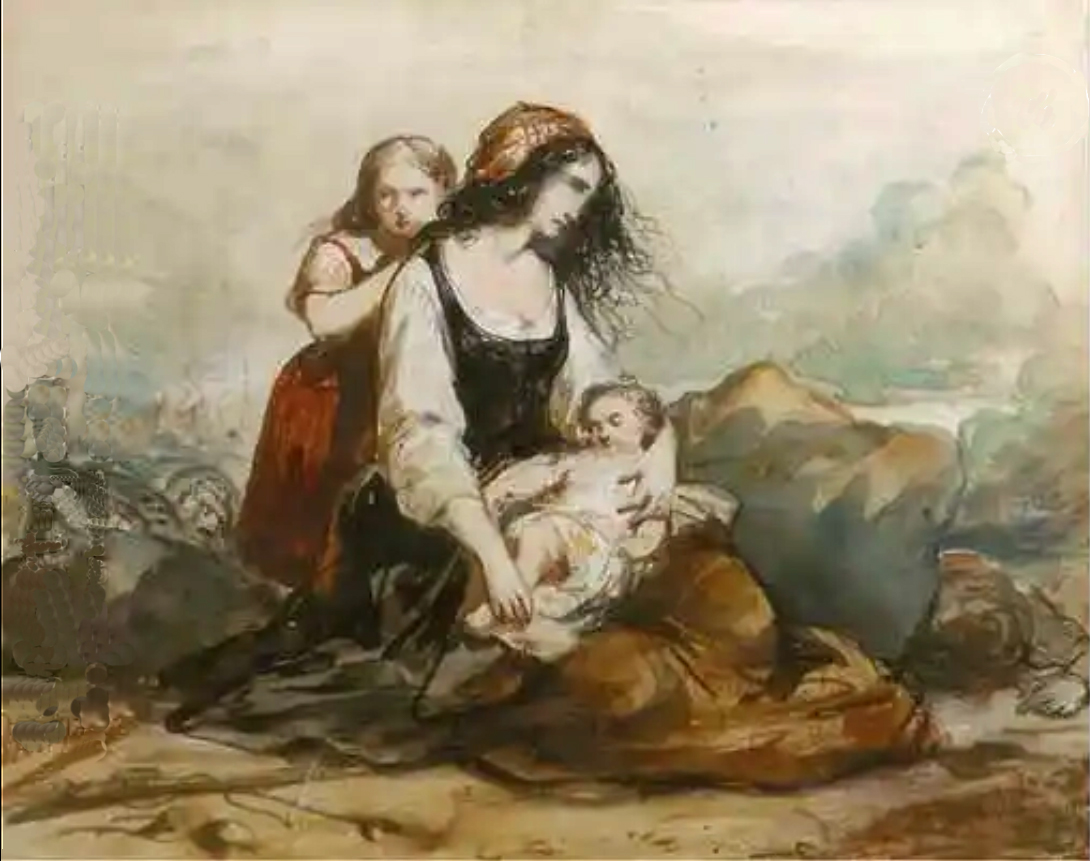
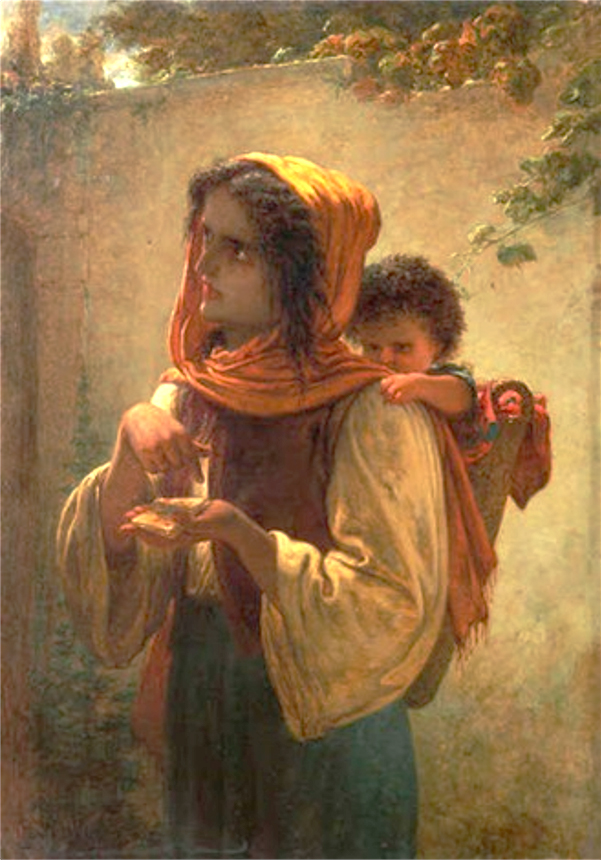
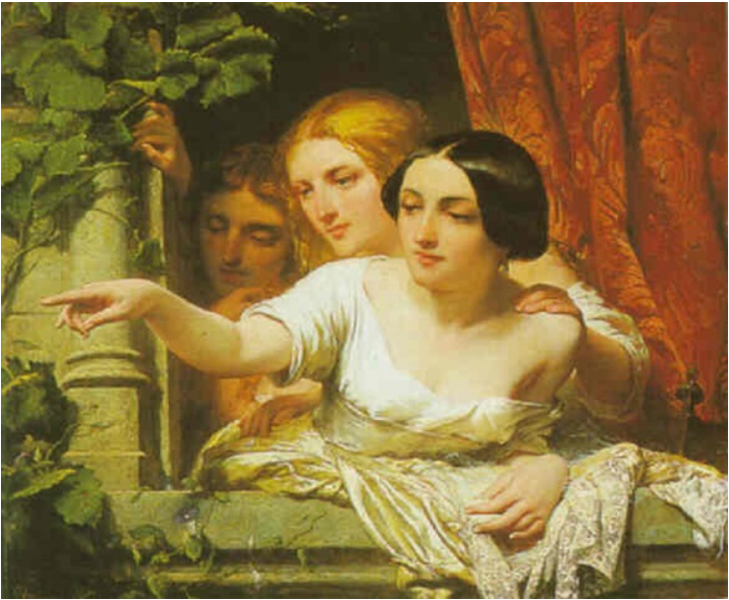
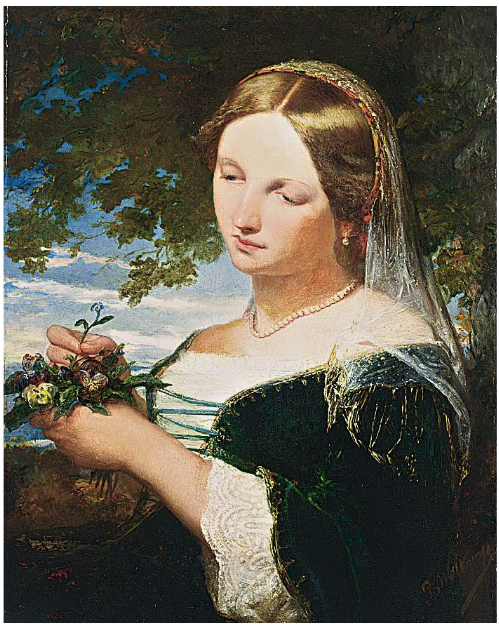